# José Luis Rodríguez Pittí
José Luis Rodríguez Pittí (n. 1971) este un scriitor și fotograf contemporan din Panama. Pitti este președintele Asociației Scriitorilor din Panama din 2007.
Printre cele mai cunoscute opere ale sale se numără: Sueños urbanos, Crónica de invisibles, Sueños, Cuadernos de Azuero.